# Nils Bouveng
För andra betydelser, se Nils Bouveng (olika betydelser).
Nils Harald Bouveng, född 26 april 1929 i Stockholm, död 25 april 2006 i Vetlanda, var en svensk ingenjör och medgrundare av Sapa.

## Biografi
Efter studentexamen i Eksjö 1949 studerade han vid Chalmers tekniska högskola (CTH) där han tog civilingenjörsexamen 1956. Han var verksam som ingenjör hos E.A. Rosengrens AB från 1955, konstruktör hos Green Bay Paper Converting Machine Co 1958, ingenjör hos Nation Aniline Division of Allied Chemical Hope-well Virginia 1959 och direktör hos BLN aluminium AB 1962.
Han var vice verkställande direktör, delägare och styrelseledamot Skandinaviska aluminiumprofiler AB, mer känt som Sapa, från 1962. Sapa såldes 1976 till Gränges (Electrolux). Han var sedan VD där 1976–1988, styrelseordförande 1988–1989 och styrelseordförande i Sapa AB från 1990. Han var också styrelseledamot i Gränges AB från 1977. Som grundare av Sapa hedrades han postumt 2011 med en stjärna på Hedersplats Vetlanda tillsammans med sin kompanjon Lars Bergenhem.

### Familj
Nils Bouveng, vars föräldrar var översten Nils Bouveng och Marianne Höjer, gifte sig 1956 med sjukgymnasten Kerstin Bouveng (född 1929), dotter till jägmästare N K Berlin och Clara Wengler. De fick barnen Kristian 1957, Susanna 1959, Helena 1962 och Katarina 1964. Nils Bouvengs farfar var översten Gustaf Bouveng.
Nils Bouveng är begravd på Näsby kyrkogård.